# 佐藤友紀 (女優)
佐藤 友紀（さとう ゆうき、本名：古田友紀、旧姓：佐藤、1973年12月10日 - ）は、神奈川県出身の女優。夫は写真家、アートディレクターの古田亘。三児の母。
所属はヒラタオフィス。身長162cm。体重45kg。B:86cm、W:58cm、H:86cm（所属事務所公式HPより）。

## 人物
一時期は時代劇を中心に出演し、『水戸黄門』や『暴れん坊将軍』をはじめとし、ありとあらゆるテレビ時代劇を網羅している。
2006年より女優業の他、デザイン・写真プロダクションであるゴーグルにて制作マネージメントを担当している。

## 特技
- 能（観世流家元派）、関根祥六師、なぎなた、乱拍子

## 出演

### テレビドラマ
- 家栽の人 第1話（1993年、TBS）
- 江戸の用心棒 第1シリーズ 第10話「当たり千両富くじ娘」（1994年、日本テレビ） - おつる 役
- 土曜ドラマ「山田太一作品 なんだか人が恋しくて」（1994年、NHK） - 主演：高山邦枝 役
- 土曜ワイド劇場（テレビ朝日）
  - 「山村美紗サスペンス 受験戦争殺人時代」（1994年） - 野沢由美子 役
  - 「終着駅シリーズ8「窓」」（1998年） - 尾高規子 役
  - 「エステサロン白い肌殺人事件2」（1998年） - 川上直子 役
  - 「京都マル秘仕置帖1・カラオケ教室美女殺人事件」（1999年） - 静江 役
- HOTEL 第4シリーズ（1995年、TBS） - 片桐奈津子 役
- 大岡越前 第14部 第10話「誓いを破った涙の喧嘩」（1996年、TBS） - おきの 役
- 水戸黄門（TBS）
  - 第25部 第32話「嫁と認めぬ頑固者 -八戸-」（1997年） - お紺 役
  - 第27部 第23話「嫁と認めぬ頑固医者 -飯山-」（1999年） - お小夜 役
  - 第29部 第7話「笛の音哀しき上意討ち -伊勢-」（2001年5月） - 志乃 役
  - 第30部 第23話「いい湯だよお母さん -湯布院-」（2002年6月） - はな 役
  - 第32部 - 加代 役
    - 第1話「百万石への旅立ち -江戸-」（2003年7月28日）
    - 第8話（SP）「決戦!加賀百万石 -金沢-」（2003年9月22日）
- 新・半七捕物帳（1997年、NHK）第7話「槍突き」- 美代 役
- テレビ朝日開局40周年記念企画「新選組血風録」（1998年、テレビ朝日） - お悠 役
- 隠密奉行朝比奈（フジテレビ）
  - 第1シリーズ 第1話「桜島に消えた割符」（1998年） - 妙 役
  - 第2シリーズ 第6話「逃げる女・鳥取砂丘の決闘（1999年） - 加菜 役
- はぐれ刑事純情派（テレビ朝日）
  - PART11 第16話「死体を移動した女!? 母娘の再会」（1998年）
  - PART13 第9話「匿名電話の女!足音がアリバイ!」（2000年） - 松野恵子 役
- 新春ワイド時代劇「赤穂浪士」（1999年、テレビ東京） - お軽 役
- 暴れん坊将軍（テレビ朝日）
  - 暴れん坊将軍IX 第16話「大奥の改革 上様、お恨みいたします!」（1999年） - 野坂志乃 役
  - 暴れん坊将軍X 第14話「女髪結い床繁盛記 元結に隠された密書」（2000年） - お喜和 役
  - 暴れん坊将軍XI 第17話「危機一髪!お庭番の禁じられた恋」（2001年）- おその 役
- 月曜ドラマスペシャル（TBS）
  - 「浅見光彦シリーズ12・札幌殺人事件」（1999年）
  - 「上条麗子の事件推理1」（2001年9月） - 水木理沙子 役
- 大江戸を駆ける! 第4話「師走の目撃者（両国）」（2000年、TBS） - おゆき 役
- アフリカポレポレ（2000年、NHK）
- ドラマ愛の詩「料理少年Kタロー」（2001年、NHK） - 四之宮真知子 役
- 旗本退屈男（2001年、フジテレビ） - 菊路 役
- 剣客商売（フジテレビ）
  - 第3シリーズ 第2話「鬼熊酒屋」（2001年6月） - おしん 役
  - 第5シリーズ 第10話「暗殺者」（2004年1月） - 静 役
- 火曜サスペンス劇場20周年記念作品「弁護士・高林鮎子 パリから届いた殺意」（2001年6月、日本テレビ） - 高田真理子 役
- 御家人斬九郎 第5シリーズ 第5話「ゆうれい長屋」（2002年2月、フジテレビ） - 桜井千鶴 役
- 月曜ミステリー劇場「古谷一行の金田一耕助シリーズ29 水神村伝説殺人事件」（2002年4月、TBS） - 川端梨枝 役
- 金曜エンタテイメント「姫様事件帖2」（2002年4月、CX） - 小島絵里 役
- 陰陽師☆安倍晴明〜王都妖奇譚〜（2002年7月、フジテレビ） - 初音 役
- 大奥（フジテレビ）
  - 2003年版 第9話 特別編 大奥怪談物語（2003年7月） - 涼波 役
  - 2005年版『大奥〜華の乱〜』スペシャル（2005年12月30日）
- ロス:タイム:ライフ（2003年8月、BS-i・BSフジ68） - 妊婦 役
- 子連れ狼2 第12話「首を売る男と大五郎!一刀殿、刺客をやめなされ!」（2003年10月、テレビ朝日） - およし 役
- 東京少女（S-i・BSフジ）
  - 68FILMS「彼女の告白」（2003年12月） - 母親 役
  - ショートフィルム道「眺める少女」（2006年8月）
- 八丁堀の七人（テレビ朝日）
  - 第5シリーズ 第4話「盗まれた赤ん坊!悪魔の歌う子守唄」（2004年1月） - 竹姫 役
  - 第7シリーズ 第6話（2006年2月） - おとせ役
- 不幸の法則 内再現ドラマ（2004年9月、日本テレビ）
- 刺客の女（2004年12月、BS-i）
- スパイ道（2005年、BS-i）
- 盤嶽の一生 第10話「二人ばんがく」（2005年、時代劇専門チャンネル）- 小夜 役
- 獣拳戦隊ゲキレンジャー 第46話（2008年、テレビ朝日）
- 鬼平犯科帳スペシャル 見張りの糸（2013年5月、フジテレビ） - おその 役
- 水曜ミステリー9（テレビ東京）
  - 「嘘の証明 犯罪心理分析官・梶原圭子3」（2013年10月）
  - 「信州山岳刑事 道原伝吉2」（2014年5月） - 島崎由紀恵 役
- Dr.DMAT 第8話（2014年2月、TBS） - 桑野梓 役
- 相棒 season13第10話「ストレイシープ」（2015年1月、テレビ朝日） - 村本朱実 役
- 月曜名作劇場「女取調官4」（2016年7月、TBS） - 瀬川百合子 役
- 警視庁・捜査一課長 season2 第7話 「殺意のヘソクリ!?女たちの水上密室殺人」（2017年6月1日、テレビ朝日） - 河本志帆 役
- 明日の約束 第4-5話（2017年11月7日 - 14日、関西テレビ） - 長谷部京子 役
- 最後の鑑定人 第4話（2025年7月30日、フジテレビ） - 社会福祉法人代表・望月 役[2]

### 映画
- 櫻の園（中原俊監督、1990年） - 高田真理子 役
- 超少女REIKO（大河原孝夫監督、東宝、1991年） - ピアノの少女 役
- 東京BABYLON 1999（飯田譲治監督、1993年） - 晴香 役
- ゴジラvsメカゴジラ（大河原孝夫監督、1993年） - レポーター役[1]
- ひめゆりの塔（神山征二郎監督、1995年） - 石川菊 役（終戦50周年記念作品）
- お日柄もよくご愁傷さま（和泉聖治監督、1996年） - 田中源三郎の妻 役
- くりいむレモン 蕾のかたち（古田亘監督、2005年）
- STAY（古田亘監督、2007年） - リカの河童編・母親 役（脚本/プロデュース兼任）
- Ador (アドア)（2007年） - インタビュアー（プロデューサー兼任）

### CM
- 「長崎ハウステンボス」（2004年）
- 「日興コーディアル証券」（2006年）
- ドモホルンリンクル（2007年）
- 「絹艶〜ちゃんと食べる朝」日糧製パン（2007年）
- Panasonic「お部屋ジャンプリンク キッチン編」（2011年）
- LION バファリンA「親子のやさしさ篇」（2011年）
- LIXIL「リフォームを贈ろう。夫から妻へ キッチン編」（2014年）
- サントリー 胡麻麦茶「篤姫篇」（2014年）

### ラジオドラマ
- 青春アドベンチャー（NHK-FM）
  - 「おいしいコーヒーのいれ方 『坂の途中』」（2003年）
  - 「女王の百年密室」（2003年） - シンカ・ワング 役
  - 「不思議屋料理店」（2007年）